# Astérix (satélite)

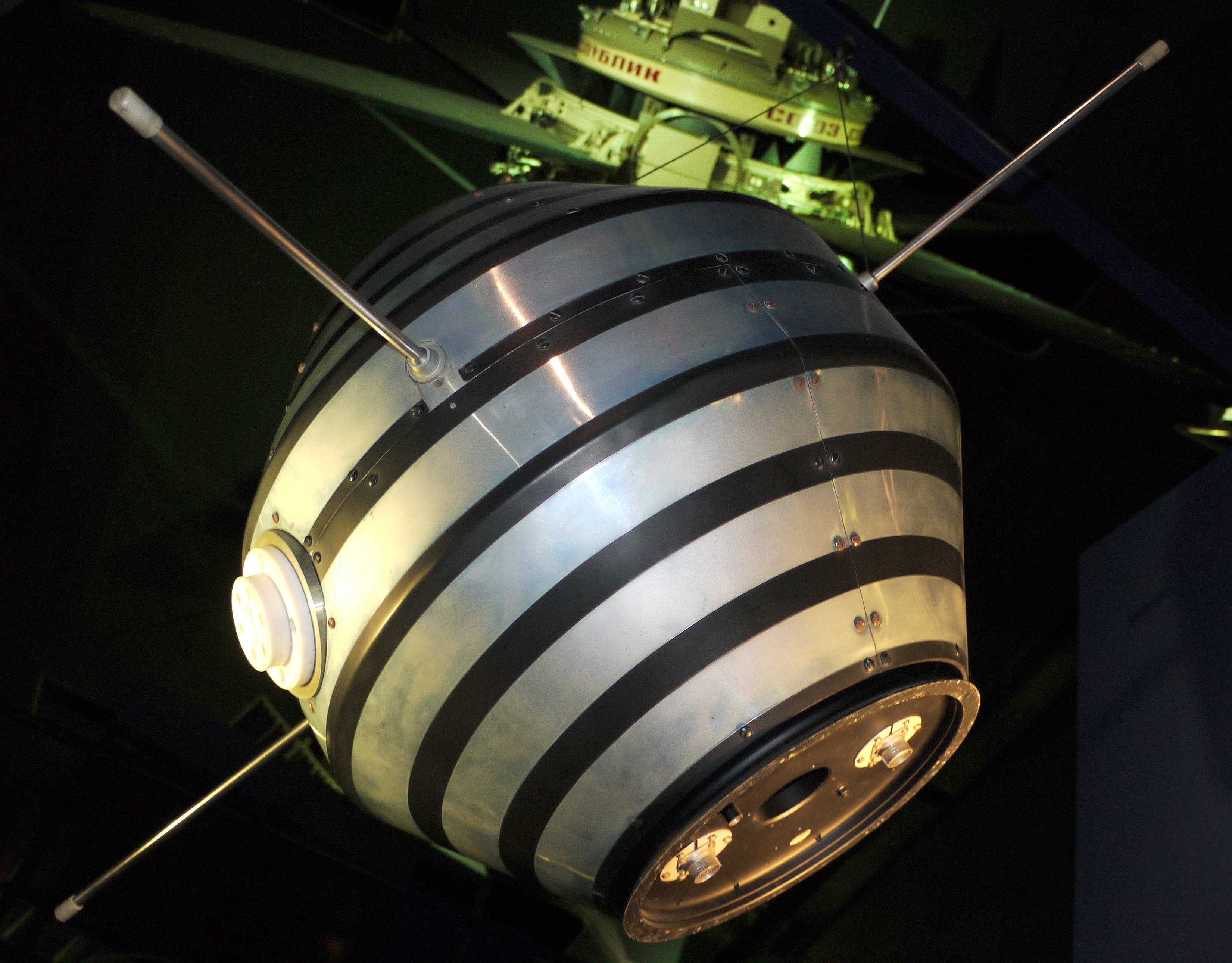
Asterix (A-1).

El satélite artificial Astérix fue el primer satélite que Francia puso en órbita el 26 de noviembre de 1965. Se utilizó, para su lanzamiento, un cohete Diamant A desde Hammaguir, Argelia, con el objetivo de probar el vehículo.
Consistía, únicamente, en un transmisor de radio que nunca llegó a emitir a causa de una avería en la radio del vehículo, aunque tenía una vida programada de 3 años.
Con este lanzamiento, Francia pasó a ser el tercer país que ponía un satélite en órbita, detrás de Estados Unidos y la Unión Soviética.

## Características
- Peso: 42kg
- Perigeo: 527km
- Apogeo: 1697km
- Inclinación: 34.3º
- Período: 107.5'